# Guadalupei aratinga
A guadalupei aratinga (Psittacara labati) a madarak osztályának papagájalakúak (Psittaciformes) rendjébe és a papagájfélék (Psittacidae) családjába tartozó kihalt faj.

## Előfordulása
A Karib-térségben, Franciaországhoz tartozó Guadeloupe szigetén élt. A természetes élőhelye szubtrópusi vagy trópusi nedves síkvidéki erdőkben volt.

## Kihalása
A vadászat miatt halt ki a 18. század végén.